# Carta a mi juez
Carta a mi juez (en francés: Lettre à mon juge) es una novela escrita en 1946 por el autor belga Georges Simenon durante su estancia en Bradenton Beach, Florida, y publicada en julio del año siguiente por la editorial parisina Presses de la Cité, después de haber sido impresa previamente en 10 episodios en el semanario Nuit et Jour del 3 de abril al 5 de junio de 1947. Es un oscuro relato psicológico de un hombre dominado por pasiones enterradas que se convierte en asesino.
Algo inusual en la producción de Simenon es que está escrita en primera persona. 

## Argumento
El asesino convicto Charles Alavoine escribe la historia de su vida en una carta a su juez de instrucción, Ernest Coméliau, porque cree que sólo él puede comprenderle. A diferencia del Coméliau de clase media, Alavoine proviene de una familia de agricultores del departamento de Vendée.
Hijo de un campesino brutal de Vendée y de su esposa desganada, Alavoine se recibió de médico y compró un consultorio en la ciudad de La Roche-sur-Yon. Tras el suicidio de su padre, un notorio bebedor, lo crio su madre, dominante y posesiva, que siguió siendo un factor determinante en su vida durante mucho tiempo. Por ella estudió medicina, trabajó como médico rural y se casó con la dócil hija del farmacéutico, Jeanne, quien le dio dos hijas pero murió por complicaciones durante el segundo parto.
Cuando su deseo por las mujeres en el campo lo puso en riesgo, Alavoine se mudó con su madre a la ciudad de La Roche-sur-Yon, donde estableció una próspera práctica. Allí conoció a la digna viuda Armande, quien pronto se mudó a su casa, tomó las riendas de su madre y se convirtió en su segunda esposa, sin que él la amara nunca.
Sin convencerse nunca de su papel de médico y pilar de la comunidad, fue presa fácil de una joven llamada Martine. Martine era de Bélgica, una vagabunda que vivía de trabajos ocasionales de secretaria y de relaciones de una noche con hombres que pasaban por allí. Aunque Martine no es ni bella ni sofisticada, ella y Alavoine disfrutan instantáneamente de sexo apasionado y tenían un intenso deseo de estar juntos. Alavoine contrató a Martine como su asistente médica (con el acuerdo reticente de Armande) con el fin de pasar tiempo con ella. Alavoine se obsesionó con aprender todo sobre el pasado de Martine y "limpiarla" de sus pecados, que atribuye a una "otra" Martine, que debe ser borrada. La historia de amor no permanece en secreto por mucho tiempo, y cuando Armande descubrió a su marido y a su amante en el acto, él casi se sintió aliviado de verse finalmente obligado a tomar una decisión. La pareja se trasladó a París, donde Alavoine adquirió un consultorio con un piso en un barrio obrero.
Por fin, capaces de pasar todo el tiempo juntos, su relación se profundizó, pero en el proceso quedaron expuestos los profundos fallos psicológicos de ambas partes. Cuando se enteró de lo herida y vulnerable que estaba por los problemas del pasado, Alavoine golpeó a Martine con el fin de exorcizar sus propios "fantasmas" de celos. Una noche, decidió que la única manera de poner fin a esta espiral descendente hacia la depravación era estrangularla. Alavoine afirma en retrospectiva que el acto de asesinato tuvo el efecto de matar a la "otra" Martine mientras permitía que la Martine "real" que él creó viviera en él. Para no dejarla morir incluso después de su muerte, Alavoine registra sus recuerdos para el juez de instrucción. El mismo día que Coméliau recibe la carta, Alavoine se suicida en el hospital de la prisión.

## Trasfondo
Carta a mi juez es una de las primeras novelas que Simenon escribió después de emigrar a los Estados Unidos. Antes de esta novela, escribió Tres habitaciones en Manhattan, Maigret en Nueva York, Hasta el último aliento y El clan de los Ostendeses en la primera mitad del año 1946. Luego se tomó un descanso de seis meses, lo que, según Pierre Assouline, fue una clara señal de que un clásico de Simenon estaba en perspectiva.
Al escribir esta novela, Simenon abrió nuevos caminos, no sólo al optar por utilizar un narrador en primera persona. Desarrolló la idea original en Bradenton Beach a principios de noviembre, escribiendo la versión final, según Patrick Marnham, "en el opresivo calor de diciembre de Florida", sentado frente a su máquina de escribir vestido solo con unas pocas muñequeras. Al igual que en su primera novela estadounidense, Tres habitaciones en Manhattan, la inspiración de Simenon para Carta a mi juez se basó en su apasionado romance de finales de 1945 con la francocanadiense Denyse Ouimet, que más tarde se convertiría en su segunda esposa.  Alavoine comparte muchas de las características de Simenon, pero también lo atormentan los fantasmas de los celos. El personaje de Martine, aunque proviene de Lüttich, al igual que Simenon, fue modelado a partir de Denyse, e incluso tiene una cicatriz de una antigua operación en el abdomen. La naturaleza asexual de la esposa de Alavoine nos recuerda el mismo rasgo en la primera esposa de Simenon, Tigy. Del mismo modo, la madre dominante de Alavoine refleja a la madre de Simenon. Es típico de Simenon destilar los momentos más oscuros de su propia vida en una historia de ficción. La violencia de Alavoine hacia su amante proviene de la relación violenta de Simenon con Denyse, quien luego recuerda que solía golpearla, incluso mientras escribía la novela.
Según Patrick Marnham, Las vacaciones de Maigret es una novela similar que una vez más utiliza los celos fatales de un médico para ayudar a Simenon a librarse finalmente de sus fantasmas.
En una carta a André Gide, Simenon escribió: "Me llevó doce meses escribir Carta a mi juez. No sé si valió la pena el esfuerzo. Lo escribí para librarme de mis fantasmas, no para cometer el mismo acto llevado a cabo por mi protagonista. Desde entonces, en el ínterin más de un año, he tenido la sensación de haber comenzado una nueva vida, una vida tan plena y jugosa como una fruta madura".  En una entrevista con la revista Combat, explicó que en 1959 vio Tres habitaciones en Manhattan, Carta a mi juez, Antonio y Julia y Luces rojas como pasos significativos en el proceso de su trabajo que lo llevaron del motivo de la resignación al de una vida más nueva y plena.

## Interpretación
Peter Kaiser describe Carta a mi juez como la "crónica de una obsesión". Según Ansgar Lange, se trata de dos personas que se aferran entre sí para evitar ahogarse, pero que finalmente se ahogan de todos modos; ya sea que su amor fuera más pasión o manía. Aquí, Simenon utiliza el mito de la femme fatale, una mujer a la vez seductora y vulnerable. Patrick Marnham considera que Tres habitaciones en Manhattan y Carta a mi juez son dos de los “estudios más significativos de Simenon sobre los celos y la obsesión sexuales”. En ambos casos, dos amantes miran al borde del abismo. Aunque el primer libro finalmente da un giro positivo, Carta a mi juez " va más allá. Los “fantasmas” de los celos dominan a Alavoine, y la historia desesperanzada sólo puede terminar en muerte. A través del asesinato, dice Lucille Becker, Alavoine exorciza esa parte de Martine que siempre se interpuso entre ellos. Al suicidarse, intenta reencontrarse con ella y finalmente afirma: “fuimos lo más lejos posible. Hicimos todo lo que pudimos. Queríamos el amor absoluto”.
David Platten compara la novela con Madame Bovary de Flaubert, donde también la monotonía de la vida provinciana se contrasta con los elevados planes de una relación extramatrimonial. Pero mientras Flaubert parodia ambos modos de vida, Simenon claramente toma partido por el amor en su novela, que de hecho puede ser destructivo, pero es preferible a una existencia insulsa de clase media en cualquier momento. Alavoine siente que la vida tiene más que ofrecer de lo que se le ha otorgado. Aunque consigue escapar de la prisión de su entorno, se convierte en el guardián de la prisión de su amante. En su último día juntos ambos se reconocen en una pareja de chimpancés del zoológico, que se acurrucan uno junto al otro bajo la mirada de los visitantes. Los amantes han creado su propia prisión tras rejas invisibles, que sólo les deja el camino hacia la muerte. Según Pierre Assouline, Avaloine es un prototipo del héroe simenoniano, que ya no es capaz de controlar su destino fuera de una existencia promedio y casi inevitablemente tropieza contra el abismo.  En la novela, se refiere a sí mismo como un "criminal ocasional".
Como se ve en muchas otras obras de Simenon, la novela es también una expresión de una necesidad urgente de comunicación y comprensión, que no tiene cabida en el proceso judicial.  Las primeras líneas subrayan los esfuerzos desesperados de Alavoine por alcanzar esta comprensión: "Señor mío, alguien, al menos una persona debería comprenderme. Y deseo que usted sea esa persona". En otra parte de la novela, Alavoine menciona uno de los credos de Simenon:  "Es un pensamiento aterrador que a pesar de que todos somos humanos y luchamos bajo un cielo desconocido, nos negamos a hacer un pequeño esfuerzo para comprendernos unos a otros.“ La ironía de la novela es que Alavoine recurre precisamente al juez Coméliau, el antagonista de Maigret en las novelas de Maigret, cuyo esnobismo y prejuicios morales obstruyen constantemente su mirada de la verdad humana. Lucille F. Becker da una respuesta negativa a la pregunta abierta de si Alavoine obtuvo alguna comprensión a través de su carta. Esto refleja la cosmovisión de Simenon, que sostiene que el individuo permanece encerrado en su soledad.

## Recepción
La traducción inglesa de Carta a mi juez se convirtió en uno de los libros más vendidos de Simenon en su país adoptivo, los Estados Unidos. En 1958 ya se habían vendido 350.000 ejemplares. La revista Saturday Review informó: "Tal vez inevitablemente, Simenon ha decidido abandonar la forma estática de la historia de detectives y escribir novelas sobre el conflicto eterno entre el bien y el mal". De manera similar, Kirkus Reviews describió la novela como una investigación psicológica sobre los motivos del asesinato más que las investigaciones criminales de años anteriores, en las que Carta a mi juez se mantuvo en la tradición de los éxitos de Simenon La nieve estaba sucia y Anais. Por otra parte, en el New York Times, Anthony Boucher escribió sobre Simenon que era "simplemente más verboso, más pretencioso y mucho menos efectivo. Casi no hay una historia de Maigret que no esté, ya sea como entretenimiento o como literatura seria, muy por encima de Carta a mi juez".
Carta a mi juez es hoy una de las novelas más respetadas de Simenon. La novela particularmente impresionó a Henry Miller. John Banville habló de un "libro oscuro y aterrador como todos los romans durs de Simenon". François Bondy describe a Simenon como "en la cima de sus poderes" con su dominio de la "intensa concentración y la simplificación". Del mismo modo, la revista del partido socialdemócrata austríaco Die Zukunft escribió: "Es sorprendente la atmósfera que Simenon puede crear con su estilo conciso".

## Adaptaciones
- La película Le fruit défendu (en español: Fruta prohibida ) se estrenó en 1952 y fue dirigida por Henri Verneuil. Entre otros, aparecieron en la película los siguientes actores: Fernandel, Sylvie, Françoise Arnoul, Claude Nollier, Jacques Castelot y Raymond Pellegrin.[31]  Según Lucille F. Becker, la película traiciona la novela original en todos los sentidos y es precisamente por eso que es una de las adaptaciones de Simenon más exitosas. Lo que queda de la ambigüedad moral y la obsesión mortal de la novela es un simple triángulo amoroso en el que Fernandel, el actor de Don Camilo, se encuentra entre el deber y la tentación y satisface las expectativas morales del público con el final feliz de su regreso con su leal esposa.[32]